# Portlandia (Tweekleppigen)
Portlandia is een geslacht van tweekleppigen uit de  familie van de Yoldiidae.

## Soorten
- Portlandia aestuariorum (Mosevich, 1928)
- Portlandia arctica (Gray, 1824)
- Portlandia glacialis (Gray, 1825)
- Portlandia intermedia (M. Sars, 1865)
- Portlandia isonota (Martens, 1881)
- Portlandia pachia (Verrill & Bush, 1898)
- Portlandia pygmaea (Muenster, 1835)
- Portlandia sulcifera (Reeve, 1855)